# Clara Sanchis Mira
Clara Sanchis Mira (Terol, 1968) és una actriu i música espanyola, filla de l'actriu Magüi Mira i del dramaturg José Sanchis Sinisterra.
Va rebre una completa educació, començant per la música i l'escriptura per a acabar en la interpretació. En algunes de les seves actuacions sobre l'escenari introdueix peces musicals que interpreta al piano, i ha treballat també com a pianista en el Teatre de la Comèdia i diferents obres teatrals.
Ha compaginat cinema, televisió i teatre al llarg d'una extensa trajectòria. És coneguda pels teleespectadors per les seves interpretacions de Marta Ortiz en la quarta temporada de "Amar en tiempos revueltos" i Isabel de Portugal, en la sèrie "Isabel".
Va formar part de la Compañía Nacional de Teatro Clásico desde 2005 a 2008 i des de 2013 a 2016, on va interpretar obres de la Grècia clàssica, a Shakespeare i clàssics del segle d'or espanyol. Destaquem Las troyanas d'Eurípides, sota la direcció de Mario Gas; Macbeth sota la direcció de María Ruiz; El castigo sin venganza i El perro del hortelano de Lope de Vega. En teatre contemporani destaquen Festen, sota la direcció de Magüi Mira, en el qual aborden el tema de la violació pel propi pare. També La lengua en pedazos de Juan Mayorga, El lector por horas i Próspero sueña Julieta, ambdues de José Sanchis Sinisterra.
La crítica va lloar els matisos de la seva interpretació de Virginia Woolf a Una habitación propia segons adaptació i muntatge de María Ruiz. Per a aquesta obra, Sanchis va compondre algunes peces musicals sobre l'obra de Bach que interpreta ella mateixa al piano. Per a aquesta obra va confeccionar el vestuari la seva germana Helena Sanchis.
A televisió ha interpretat a Marta Ortiz, en la quarta temporada d' Amar en tiempos revueltos i a Isabel de Portugal a Isabel. També va participar en la sèrie Cuéntame cómo pasó. Ha conduït a La 2 el magazín musical Programa de mano.

## Premis i nominacions
- Nominada als Premis de la Unión de Actores com a millor actriu secundària per "Consentimiento".[6]
- Nominada als Premios de la Unión de Actores com a millor actriu protagonista per "Una habitación propia".[7]
- Nominada als premos de la Unión de Actores com a millor actriu secundària de Televisió per "Isabel".[8]